# Station Wielbark
Station Wielbark is een spoorwegstation in de Poolse plaats Wielbark.